# О фатальных датах и цифрах
Кто кончил жизнь трагически, тот — истинный поэт,

А если в точный срок, так — в полной мере:

На цифре 26 один шагнул под пистолет,

Другой же — в петлю слазил в «Англетере».

А в 33 Христу — он был поэт, он говорил:

«Да, не убий!» Убьёшь — везде найду, мол.

Но — гвозди ему в руки, чтоб чего не сотворил,

Чтоб не писал и чтобы меньше думал.
«О фатальных датах и цифрах» («О цифрах и поэтах», «О поэтах и кликушах», «О поэтах», «Упрёки поэтам», «Выжившим поэтам», «Поэтам и прочим, но больше поэтам»; по первой строке известна как «Кто кончил жизнь трагически, тот — истинный поэт…») — песня Владимира Высоцкого, написанная в начале 1971 года. Темой песни, посвящение которой, видимо, адресовано современникам Высоцкого — Евгению Евтушенко и Андрею Вознесенскому,— выступает безвременная гибель поэтов прошлого и мистические совпадения, связанные с ней, а также «несоответствие» современных поэтов эталону «поэта-мученика». Песня традиционно рассматривается литературоведами как диалог или спор автора с персонажем, вводящим центральную тему.

## Содержание
Текст песни начинается с утверждения, что истинным поэтом может считаться только тот, кто трагически погиб, в особенности «в точный срок». Далее приводятся примеры таких погибших:
- двое безымянных, для которых роковой стала «цифра 26» (традиционно рассматриваемых как Михаил Лермонтов и Сергей Есенин[5][6][7]);
- четверо названных по именам, «лёгших на рубеже» 37 лет:
  - Александр Пушкин;
  - Владимир Маяковский;
  - Джордж Гордон Байрон;
  - Артюр Рембо.

В этот же ряд включается казнённый в 33 года Христос — «он был поэт», так что ему забили гвозди в руки, «чтоб не писа́л и чтобы меньше думал». После этого в песне рассказывается о том, что «нынешние [поэты] — как-то проскочили» все роковые рубежи: дуэли не было, «в тридцать три распяли, но не сильно», а к тридцати семи даже и седых волос на висках не много.
Задаётся саркастический вопрос: «Слабо́ стреляться?! В пятки, мол, давно ушла душа!» — на который следует гневная отповедь «психопатам и кликушам», которых из жизни поэта интересуют только даты смерти: упомянутыми в вопросе пятками с ушедшей в них душой выжившие поэты ходят по лезвию ножа.
В последних двух строфах автор объясняет, что, даже пережив конкретные даты, поэты не гарантировали себе долгой жизни, и «укоротить» их с помощью ножа за «длинную шею» и опасные стихи могут в любой момент (причём, согласно трактовке Владимира Новикова, те же, кто восторгается ушедшими «в точный срок»).
Автор с иронией «жалеет» людей, которых заботят «фатальные даты и цифры» и которые из-за этого томятся, «как наложницы в гареме», дожидаясь очередной смерти поэта, и объясняет, что теперь, возможно, ждать придётся дольше, так как продолжительность жизни выросла.

## Создание, исполнение и текстовые публикации
В 4-томном собрании сочинений Высоцкого песня датируется 1971 годом. Первая известная фонограмма с авторским исполнением этой песни записана 22 сентября 1971 года. Стихотворение, ставшее текстом песни, посвящено «Моим друзьям — поэтам». Как указывает литературовед Владимир Новиков, за год до создания песни по 37 лет исполнилось поэтам Евгению Евтушенко (паспортный год рождения — 1933) и Андрею Вознесенскому (также родившемуся в 1933 году). По всей видимости, именно их подразумевает «укор» «нынешним», не сумевшим умереть в заданный срок. Возможно, на мысль о создании песни Высоцкого натолкнул также тот факт, что самому ему было в то время 33 года — «возраст Христа».

Черновики песни значительно отличались от окончательного варианта. В него, в частности, не вошла последняя строфа: 
Да, правда, шея длинная — приманка для петли,
И грудь — мишень для стрел, — но не спешите:
Ушедшие не датами бессмертье обрели —
Так что живых не очень торопите!
Варианты этой строфы, оставшиеся в черновиках, включали такие формулировки, как «Не торопи с концом», «Нет в природе точных копий», призывающие задуматься о том, неизбежен ли трагический конец.
Высоцкий переписывал отдельные формулировки, добиваясь большей точности образов: так, «нужный год» превратилось в «точный срок», «под этот год» — в «под эту цифру» (неверное восприятие «фатальных дат и цифр» исключительно как лет привело позднее к легенде об ошибке, допущенной в отношении Есенина). Фаталистическое «пошёл под пистолет» было заменено на более активное, демонстрирующее осознанный выбор «шагнул под пистолет» (психолог Павел Горностай отмечает, что и другие глаголы в песне — «подгадал», «лёг» — подчёркивают активную роль самих поэтов в выборе судьбы). В окончательном варианте текста появились слова «чтоб не писал» в отношении Христа, который, как подчёркивает Людмила Томенчук, «как известно, не написал ни единого слова — слова рождались из его уст». Тема «укорачивания» творчества преобразуется в окончательном варианте в «укорачивание» самого поэта. Резче стал переход к полемике с приверженцами мистики в строфе о душе в пятках (в черновиках — «Я этот хор бездарностей нарушу», в окончательном варианте — «Терпенье, психопаты и кликуши!»), и в той же строфе Высоцкий меняет безликое «ты» на конкретное и обобщающее «поэты», а глагол «ранить» на предполагающее более глубокое проникновение «резать» («Но ты ступаешь пятками по лезвию ножа // И ранишь в кровь свою босую душу» → «Поэты ходят пятками по лезвию ножа — // И режут в кровь свои босые души»). Тема полемики была заострена и в последней строфе, вошедшей в окончательный вариант: вместо философичного «Да, миновали пули, петли, длинные ножи, // И распинали — устно, хоть и строго…» в ней появилось новое насмешливое обращение к «приверженцам фатальных дат и цифр».

Обратная сторона конверта альбома «Мир вашему дому»

О том, как Высоцкий исполнял эту песню, рассказывает Людмила Томенчук в своей книге «Высоцкий и его песни: приподнимем занавес за краешек». Первый куплет песни исполнялся обыденным, будничным тоном, с определённой иронией в интонации (по словам Л. Томенчук, «голосом персонажа») под достаточно ровную, без скачков, мелодию, и лишь к середине четвёртой строки «Другой же в петлю слазил в „Англетере“» интонация заострялась и возрастало возбуждение. Начало второго куплета, приносящее первое конкретное имя, Томенчук характеризует как «взрыв»: голос исполнителя поднимается до крика, который спадает к последним словам Христа, возвращаясь к повседневному тону первого куплета. То, что это текст уже снова от имени не только автора, но и персонажа, подчёркивают просторечные обороты и комическое по смыслу «чтоб не писа́л». Полемика автора и персонажа обостряется интонационно к началу пятого куплета — о «нынешних» поэтах — и в особенности к шестому, где на язвительное «Слабо́ стреляться!» от персонажа автор сначала отвечает по-прежнему буднично, но во второй строке снова «взрывается».
Текст песни был впервые напечатан при жизни автора, в издании Владимира Аллоя «Песни русских бардов» (Париж, YMCA-PRESS, 1977—1978), представлявшем собой сборник из 40 аудиокассет, сопровождаемый четырьмя томами текстов. Под названием «Кто кончил жизнь трагически…» текст песни включён во второй том. Хотя, по словам самого Аллоя, Высоцкий радовался предстоящему выходу сборника, исследователь его творчества Марк Цыбульский отмечает, что собственными материалами с издателями он не делился. В советской печати стихотворение «О фатальных датах и цифрах» появилось в 1986 году, когда в октябрьском номере журнала «Дружба народов» (№ 10) была напечатана подборка стихов Высоцкого. Помимо собраний сочинений, включалось в антологии «Владимир Высоцкий. Человек. Поэт. Актёр» и «Наполним музыкой сердца» (обе — 1989 год), «Классика бардовской песни» (2009 год) и другие.
Отрывки из песни прозвучали в вышедших при жизни автора документальных фильмах «Поэт с Таганки» (Венгрия, режиссёры Андраш Козак и Отто Сабо, 1974) и «Дети улицы театров» (Австрия, режиссёр Роберт Дорнхельм, 1975). Прижизненная запись исполнения песни (1972 год) вошла в серию выпущенных в 1987—1992 годах фирмой «Мелодия» виниловых альбомов «На концертах Владимира Высоцкого»: она включена в пятый диск серии, «Мир вашему дому», под названием «О поэтах и кликушах». В дальнейшем в различные аудиосборники и концертные альбомы Высоцкого включались записи этой песни, сделанные с 1972 по 1980 год. Во Франции песня в записи 1977 года включена лейблом Le Chant Du Monde в двойной альбом Le Vol Arrêté («Прерванный полёт») под названием Les Poètes (издание на виниле в 1981 году, переиздание на компакт-диске в 2010 году). Эта песня стала одним из двух произведений Высоцкого, включённых в тройной альбом-сборник 1995 года Éternelle Russie («Русь Вечная») лейбла Sélection. В 1983 году отрывок из песни в авторском исполнении прозвучал в выпуске «Русские здесь» (англ. The Russians Are Here) американской телевизионной передачи Frontline («Передняя линия»).
В 1988 году фирма «Мелодия» выпустила двойной альбом «Владимир Высоцкий — …Хоть немного ещё постою на краю…», в который вошли записи песен и стихотворений Высоцкого в исполнении известных актёров театра на Таганке. Во второй диск альбома в исполнении Всеволода Абдулова вошёл текст песни под названием «Поэтам и прочим, но больше поэтам». В Китае стихотворный текст «О фатальных датах и цифрах» был опубликован в переводе Ху Сюесина в 2000 году. Хронологически первый перевод текста песни на немецкий язык включён в книгу австрийского филолога-русиста Генриха Пфандля «Охота на волков». Немецкий поэт и исполнитель Райнхольд Андерт включал собственный перевод песни в свои концерты. В переложении на венгерский язык песню исполнял блюзовый музыкант Ласло Фёлдеш (более известный под творческим псевдонимом Хобо) — автор двух альбомов перепетых текстов Высоцкого.

## Критика
Критики и литературоведы, исследующие творчество Высоцкого, сходятся во мнении, что песня «О фатальных датах и цифрах» представляет собой своеобразный диалог, с одной стороны которого — автор, а с другой — «персонаж» или «маска», формирующая тему «фатальных» чисел и примеряющая их на современников поэта. Расхождение начинается в вопросе о том, кому приписывать те или иные «реплики» в этом диалоге.
Для Владимира Новикова песня распадается на две части — тезис о необходимости трагической гибели и антитезис о возможности внешне спокойно прожить жизнь, «нося страдание в душе». Первая часть написана от имени персонажа, а вторая от имени самого поэта; последняя строфа — «синтез», не вошедшая в окончательный вариант, решала бы спор в пользу автора, и, по мнению Новикова, именно поэтому Высоцкий отказался от неё, не желая претендовать на истину в последней инстанции и единолично закрывать философский спор. Новиков считает это проявлением «кантианства» Высоцкого, которому ближе представление о двух философски равноправных точках зрения, чем гегелевские идеи диалектики и синтеза. В монографии «Владимир Высоцкий: Мир и Слово» Андрей Скобелев и Сергей Шаулов также пишут о противостоянии автора и маски, которое в репликах «Слабо стреляться?» — «Терпенье, психопаты!» достигает своего апогея и только в последнем куплете приходит к ироничному «примирению», когда Высоцкий успокаивает своих оппонентов — трагический конец не отменён, но лишь «отодвинут на время».
Другие исследователи идею о чётком разделении текста отвергают. Людмила Томенчук в своём анализе исполнения песни несколько раз демонстрирует переход нити повествования от персонажа к автору и наоборот; в её трактовке их позиции не являются взаимоисключающими, автор где-то соглашается с персонажем, а где-то его дополняет и уточняет, их взгляды соотносятся не как ложь и истина, а как многомерное и одномерное — зауженное и в силу этого искажённое — восприятие реальности. Некоторые фразы в песне трудно отнести к нарративам только персонажа или только автора. Выступает против излишне буквального понимания «двухголосости» Высоцкого и В. Чулков в своей критической статье, посвящённой вышедшим в начале 1990-х годов книгам о творчестве Высоцкого; согласно Чулкову, песня «представляет собой арену взаимодействия, взаимоперетекания разных позиций, разных взглядов, когда в „чужом“ обнаруживается „своё“, а „своё“ оформляется в соприкосновении с „чужим“». Среди исследователей, не делящих текст песни между автором и персонажем — болгарский русист Ирина Захариева, по мнению которой и сам Высоцкий противопоставляет «неистовых» поэтов — таких, как Есенин — поэтам «благоразумным», склонным к компромиссам с совестью, к которым она относит Евтушенко и Вознесенского. По мнению Захариевой, Высоцкий иронизирует в своей песне над этими внешне «скандальными» поэтами, продолжавшими печататься независимо от обстоятельств.
Другая тема, в которой наблюдается одновременно единодушие (в узнавании) и противостояние критиков — это подбор знаковых личностей для создания темы неотвратимости судьбы. Если 37 — это «главная цифра» (по определению Скобелева и Шаулова), и перечень поэтов, чья смерть с ней связана, велик (Высоцкий называет далеко не всех, хотя для Пушкина это скорей календарный год, чем год жизни — ему исполнилось 37 лет за восемь месяцев до смерти), то с другими числами ситуация неоднозначна. Так, споры вызывала строчка «Другой же — в петлю слазил в „Англетере“», по описанию соответствующая Есенину. При буквальном прочтении текста как «на 26-м году жизни» или «в 26 лет» неминуемо задавался вопрос — как Высоцкий мог настолько ошибиться, ведь Есенин, родившийся в 1895 году, покончил с собой 30 лет спустя? Андрей Крылов предлагает иную трактовку — самоубийство Есенина 28 декабря 1925 года было совершено «накануне Нового года, номер которого кончается… на цифре 26». В монографии Скобелева и Шаулова указывается на «совпадение возраста Лермонтова с возрастом XX века в момент гибели Есенина» как на пример «кабалистической» логики маски, согласно которой судьба «достанет» поэта в нужный ей срок в непредсказуемой для жертвы форме.
Необычным кажется и выбор Христа для возраста самого Высоцкого — 33 года. Казалось бы, пишут Скобелев и Шаулов, и к этому числу можно «подобрать поэтов», но только специальным поиском, а возраст Христа на поверхности — Новиков проводит параллель с одним из персонажей Набокова, для которого вступление в этот возраст стало болезненным по причине такой же ассоциации. Необычно лишь занесение Христа в список поэтов, игра со словом «сотворил», одним из значений которого, подчёркиваемым следующим глаголом «писал», является именно художественное творчество, а другим — божественное творение. Однако, как отмечает польский литературовед Бартош Осевич, образ Христа-поэта для Высоцкого привычен, появляясь также в цикле 1972 года «Мой Гамлет» и перекликаясь с образом в стихотворении Пастернака «Гамлет» («Гул затих. Я вышел на подмостки…»); Осевич подчёркивает, что это стихотворение включено эпиграфом в спектакль театра на Таганке «Гамлет», игравшийся с Высоцким в заглавной роли именно с ноября 1971 года.

Споры вызывает образ «босых душ», связанный с развитием тем устойчивых выражений «душа в пятках» и «ходить по лезвию». Кандидат филологических наук Наталья Закурдаева определяет этот образ как вносящую свой вклад в «стереосмысл» текста Высоцкого «диссипативную структуру» — «когерентное взаимодействие языковых единиц, в результате которого рождается новый смысл», отличный от простого результата сложения смысла лексем. В силу новизны получившегося смысла его трактовка различными исследователями неоднозначна. Театровед Н. А. Крымова видит в нём метафору повседневного состояния ранимой души поэта: «Люди ходят просто по земле — „поэты ходят пятками по лезвию ножа“»; ей вторит современный литературовед А. А. Забияко, говорящая об «обостренной, почти болезненной отзывчивости…» поэтического восприятия. Принципиально иную трактовку предлагает Томенчук; согласно ей, автор повторяет обвинение в трусости, брошенное персонажем: души поэты режут именно потому, что те действительно ушли в пятки. Однако, несмотря на страх, поэты продолжают идти по своему тяжкому пути — по лезвию ножа. Ирина Захариева рассматривает данный образ как перекликающийся с есенинскими строками из «Персидских мотивов»: 
Быть поэтом — это значит то же,
Если правды жизни не нарушить,
Рубцевать себя по нежной коже,
Кровью чувств ласкать чужие души.

## Наследие

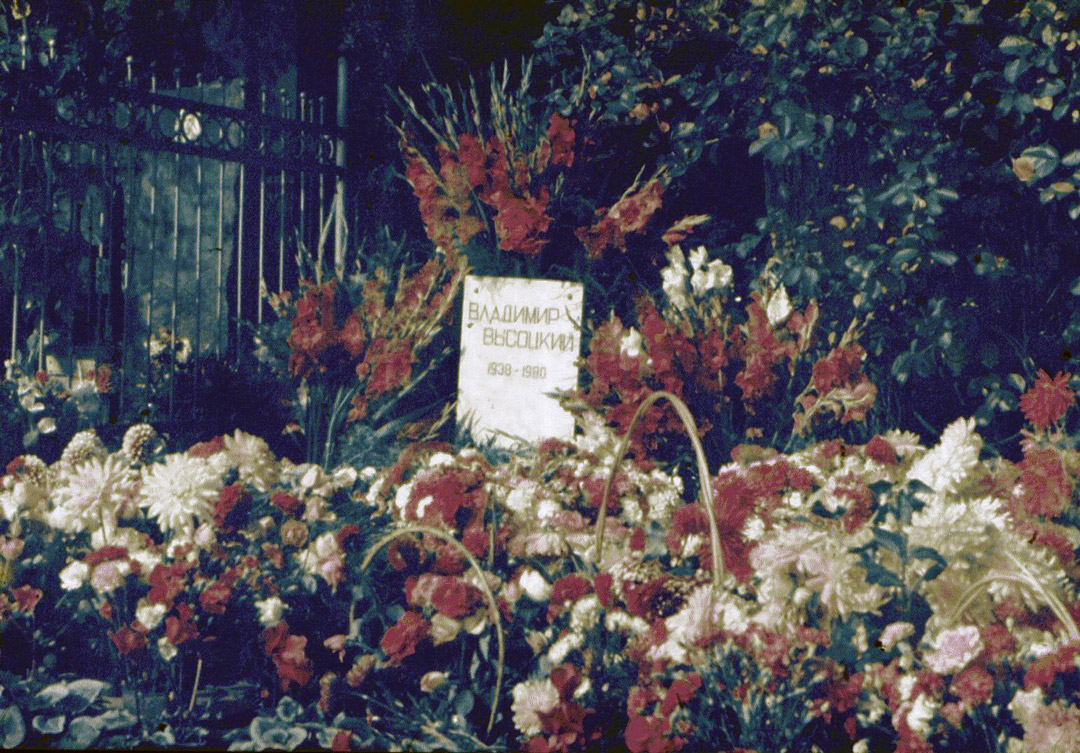
Могила Высоцкого, 1983 год

Вскоре после смерти Высоцкого, в августе 1980 года, в одном из стихотворений его памяти Эрлена Лурье напрямую использовала песню «О фатальных датах и цифрах» как ритмическую и смысловую основу, подставив самого Высоцкого в намеченный им ряд роковых сроков: 
Всего пяток прибавил Бог к той цифре 37,
Всего пять лет накинул жизни плотской —
И в сорок два закончили и Пресли, и Дассен,
И в сорок два закончил петь Высоцкий.
Стихотворение Лурье было включено в вышедшую в 1982 году в самиздате книгу Анатолия Сидорченко «Прометей свободной песни». По воспоминаниям самой Лурье, фотографию Высоцкого, на обратной стороне которой размещались его последнее стихотворение и «всего пяток прибавил Бог…» (без подписи автора) продавали в поездах (это стихотворение также до настоящего времени приписывается Валентину Гафту).
«О фатальных датах и цифрах» называют в числе произведений Высоцкого, оказавших влияние на поэзию русского рока. Так, формулировка «лезу в петлю в Англетере» фигурирует в «Иногда я Моцарт…» Юрия Шевчука; а Александр Башлачёв полемизирует с пониманием Высоцким концепции отмеренной поэту жизни в своём «Триптихе», написанном на одном из переломных рубежей — в 26 лет, и в балладе «На жизнь поэтов».
Филолог Анатолий Кулагин, исследователь творчества Высоцкого, начиная с учебного 1989/90 года вёл спецкурс «В. С. Высоцкий и русская литература» на филологическом факультете Коломенского педагогического института. Кулагин указывал, что в начале первой, вводной лекции курса давал студентам прослушать и затем комментировал песню «О фатальных датах и цифрах», что позволяло с самого начала рассматривать Высоцкого как часть русской литературы.